# Treasure Epilogue: Action to Answer
Treasure Epilogue: Action to Answer è il quarto EP della boy band sudcoreana Ateez, pubblicato nel 2020.

## Tracce
1. Answer – 3:39 (Eden, Ollounder, Leez, Hongjoong, Mingi)
2. Horizon (지평선; Jipyeongseon) – 3:11 (Eden, Leez, Hongjoong, Mingi)
3. Star 1117 – 3:42 (Eden, Leez, Hongjoong, Mingi)
4. Precious – 3:23 (Eden, Ollounder, Leez, Hongjoong, Mingi)
5. Outro: Long Journey – 1:34 (Eden, Ollounder, Leez, Buddy)